# Uruguay Open
O Uruguay Open (conhecido anteriormente como Copa Petrobras Montevideo) é uma competição de tênis que faz parte do ATP Challenger Tour e realizado nas quadras de saibro do Carrasco Lawn Tennis Club, em Montevidéu, Uruguai.

## Edições

### Simples
| Ano  | Campeão                 | Vice-Campeão            | Placar                  |
| ---- | ----------------------- | ----------------------- | ----------------------- |
| 2023 | Facundo Díaz Acosta     | Thiago Monteiro         | 6-3, 4–3 Ret.           |
| 2022 | Genaro Alberto Olivieri | Tomás Martín Etcheverry | 6-7(3-7), 7-6(7–5), 6–3 |
| 2021 | Hugo Dellien            | Juán Ignacio Londero    | 6-0, 6–1                |
| 2020 | Não realizado           | Não realizado           | Não realizado           |
| 2019 | Jaume Munar             | Federico Delbonis       | 7–5, 6–2                |
| 2018 | Guido Pella (2)         | Carlos Berlocq          | 6–3, 3–6, 6–1           |
| 2017 | Pablo Cuevas (3)        | Gastão Elias            | 6-4, 6-3                |
| 2016 | Diego Schwartzman       | Rogério Dutra Silva     | 6-4, 6-1                |
| 2015 | Guido Pella             | Íñigo Cervantes         | 7–5, 2–6, 6–4           |
| 2014 | Pablo Cuevas (2)        | Hugo Dellien            | 6–2, 6–4                |
| 2013 | Thomaz Bellucci         | Diego Schwartzman       | 6–4, 6–4                |
| 2012 | Horacio Zeballos        | Julian Reister          | 6–3, 6–2                |
| 2011 | Carlos Berlocq          | Máximo González         | 6–2, 7–5                |
| 2010 | Máximo González         | Pablo Cuevas            | 1–6, 6–3, 6–4           |
| 2009 | Pablo Cuevas            | Nicolas Lapentti        | 7-5, 6-1                |
| 2008 | Peter Luczak            | Nicolas Massu           | W/O                     |
| 2007 | Santiago Ventura        | Marcel Granollers       | 4-6, 6-0, 6-4           |
| 2006 | Guillermo Cañas         | Nicolás Lapentti        | 2-6, 6-3, 7-6(7–3)      |
| 2005 | Juan Martín del Potro   | Boris Pashanski         | 6-3, 2-6, 7-6(7–3)      |

### Duplas
| Ano  | Campeões                           | Vice-Campeões                              | Placar                |
| ---- | ---------------------------------- | ------------------------------------------ | --------------------- |
| 2023 | Guido Andreozzi Guillermo Durán    | Boris Arias Federico Zeballos              | 2-6, 7-6(7-2), [10-8] |
| 2022 | Karol Drzewiecki Piotr Matuszewski | Facundo Díaz Acosta Luís David Martínez    | 6–4, 6-4              |
| 2021 | Rafael Matos Felipe Meligeni Alves | Ignacio Carou Luciano Darderi              | 6–4, 6-4              |
| 2020 | Não realizado                      | Não realizado                              | Não realizado         |
| 2019 | Facundo Bagnis Andrés Molteni (2)  | Orlando Luz Rafael Matos                   | 6–4, 5–7, [12–10]     |
| 2018 | Guido Andreozzi Guillermo Durán    | Facundo Bagnis Andrés Molteni              | 7–6(7–5), 6–4         |
| 2017 | Romain Arneodo Fernando Romboli    | Ariel Behar Fabiano de Paula               | 2–6, 6–4, [10–8]      |
| 2016 | Andrés Molteni Diego Schwartzman   | Fabiano de Paula Christian Garin           | W/O                   |
| 2015 | Andrej Martin Hans Podlipnik       | Marcelo Demoliner Gastão Elias             | 6–4, 3–6, [10–6]      |
| 2014 | Martín Cuevas (2) Pablo Cuevas (3) | Nicolás Jarry Gonzalo Lama                 | 6–2, 6–4              |
| 2013 | Martín Cuevas Pablo Cuevas (2)     | André Ghem Rogério Dutra Silva             | W/O                   |
| 2012 | Nikola Mektić Antonio Veić         | Blaž Kavčič Franko Škugor                  | 6–3, 5–7, [10–7]      |
| 2011 | Nikola Ćirić Goran Tošić           | Marcel Felder Diego Schwartzman            | 7–6(7–5), 7–6(7–4)    |
| 2010 | Carlos Berlocq Brian Dabul (2)     | Máximo González Sebastián Prieto           | 7–5, 6–3              |
| 2009 | Juan Pablo Brzezicki David Marrero | Martín Cuevas Pablo Cuevas                 | 6–4, 6–4              |
| 2008 | Franco Ferreiro Flavio Saretta     | Daniel Gimeno-Traver Rubén Ramírez Hidalgo | 6-3, 6-2              |
| 2007 | Pablo Cuevas Luis Horna            | Marcel Granollers Santiago Ventura         | W/O                   |
| 2006 | Máximo González Sergio Roitman     | Guillermo Cañas Martin Garcia              | 6-3, 7-6(7–5)         |
| 2005 | Brian Dabul Damián Patriarca       | Daniel Köllerer Oliver Marach              | 6-0, 6-4              |